# قطعنامه ۴۹۱ شورای امنیت
قطعنامه ۴۹۱ شورای امنیت سازمان ملل متحد که در تاریخ ۲۳ سپتامبر ۱۹۸۱ تصویب شد، سندی بین‌المللی دربارهٔ پذیرش اعضای جدید سازمان ملل متحد: بلیز است. این قطعنامه طی نشست ۲٬۳۰۲ام با ۱۵ موافق، ۰ مخالف و ۰ ممتنع تصویب شد.